# Глазчатая кошачья акула
Глазчатая кошачья акула (лат. Hemiscyllium ocellatum) — вид рода индоавстралийских акул семейства азиатских кошачьих акул отряда воббегонгообразных. Они обитают в западной части Тихого океана на глубине до 50 м. Максимальный зарегистрированный размер 107 см. У этих акул удлинённое тело жёлто-коричневого цвета, покрытое многочисленными тёмными пятнами. Над грудными плавниками имеются характерные круглые отметины в виде «эполет». Они размножаются, откладывая яйца. Долгое время могут обходиться без воды. Передвигаются, ползая по дну с помощью грудных и брюшных плавников. Не представляют интереса для коммерческого рыбного промысла. 

## Таксономия
Первоначально глазчатая кошачья акула была описана французским натуралистом Пьером Жозефом Боннатерре в 1788 году как Squalus ocellatus. Позднее название было изменено на применяемое до сих пор (Hemiscyllium ocellatum). Голотип представляет собой неполовозрелого самца длиной 35 см, пойманного у берегов Кукстауна, Квинсленд, Австралия. Видовое названия происходит от слова лат. ocellus — «глазок», поскольку отметины над грудными плавниками у этих акул имеют вид окаймлённого белым цветом чёрного глазка.

## Ареал
Обитают в Тихом океане  от южного побережья Новой Гвинеи до северных берегов Австралии, вплоть до Сиднея. Есть неподтверждённые данные о присутствии этих акул в водах Малайзии, Суматры и Соломоновых островов. Глазчатые кошачьи акулы встречаются на мелководье не глубже 50 м, иногда вода едва покрывает их спину. Они предпочитают приливные бассейны и коралловые рифы.

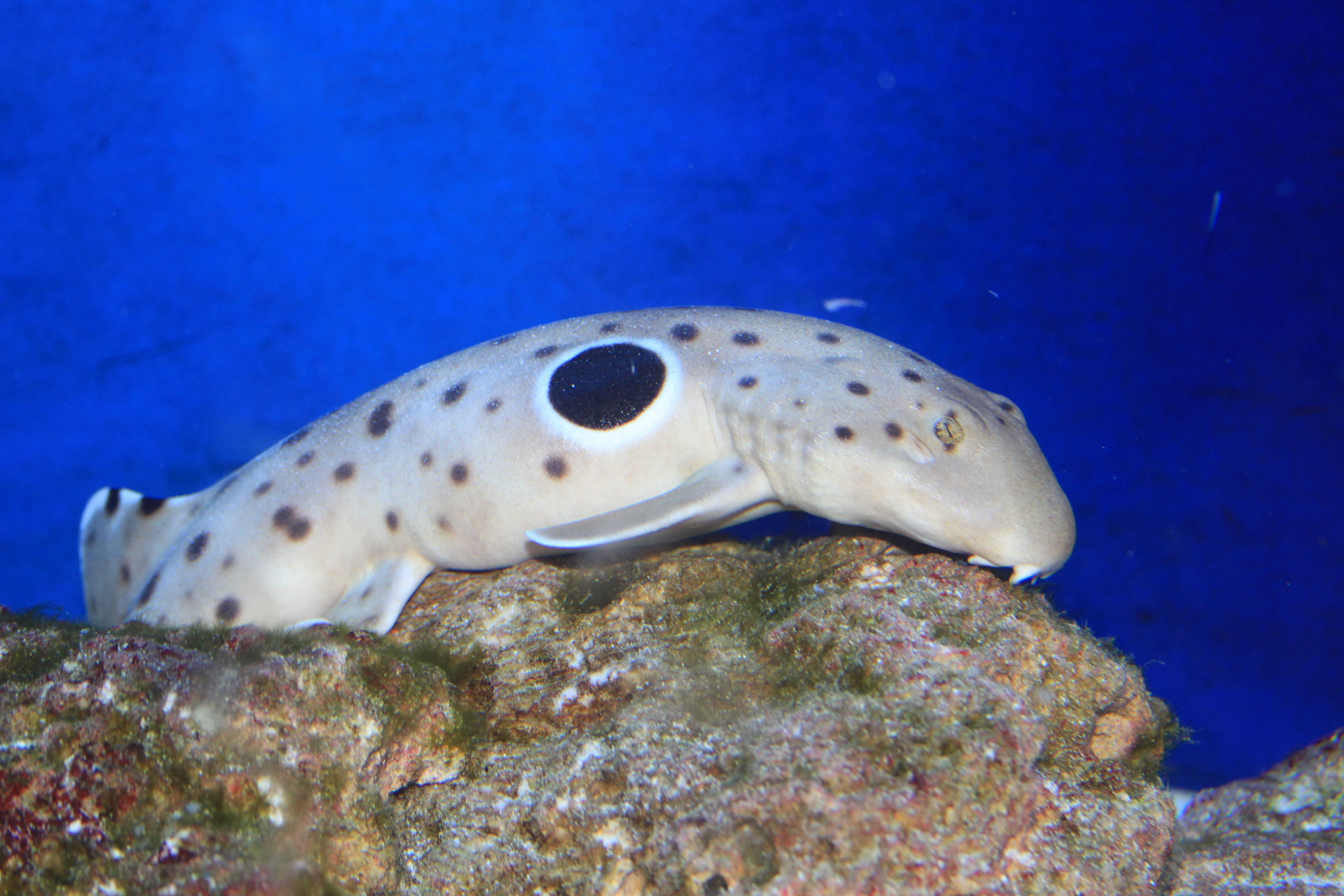

## Описание
Капюшон на голове от рыла до жабр отсутствует. Вентральная поверхность головы у взрослых акул ровного светлого цвета. Преорбитальное пространство без отметин. Чёрные «эполеты» над грудными плавниками крупные, в виде окантованных белым цветом «глазков». Заднюю половину основной отметины окружают хаотично разбросанные мелкие пятна. На плавниках и на теле нет белых пятен. Тело покрыто крупными и мелкими отметинами, образующими сложной сети. Грудные и брюшные плавники имеют тонкую белую окантовку. Тело молодых акул покрывают чередующиеся светлые и тёмные седловидные отметины. 
Рот расположен перед глазами. У глазчатых кошачьих акул удлинённое тело, более половины которого приходится на хвостовой стебель. Рыло короткое и закруглённое. Ноздри расположены на кончике рыла и обрамлены усиками. Между ноздрями и ртом пролегают бороздки. Во рту имеются 26—35 верхних и 21—32 нижних зубных рядов. Зубы мелкие, с широкими основаниями и треугольными остриями. Овальные глаза расположены на голове дорсалатерально. Позади глаз имеются брызгальца. Жаберные щели маленькие, четвёртая и пятая расположены близко друг к другу. 
Грудные и брюшные плавники толстые и мускулистые. Шипы у основания спинных плавников отсутствуют. Спинные плавники одинакового размера, сдвинуты назад. Основание первого спинного плавника расположено позади основания брюшных плавников. Хвостовой стебель очень длинный. Длинный анальный плавник расположен непосредственно перед хвостовым плавником. Хвостовой плавник асимметричный, удлинённый, у края верхней лопасти имеется вентральная выемка, нижняя лопасть неразвита. 

## Биология
Глазчатые кошачьи акулы кормятся в небольших водоёмах, затопляемых приливом. Плавать на мелководье невозможно, поэтому акула ползает, сгибая тело из стороны в сторону и опираясь на веслообразные грудные и брюшные плавники. По сравнению с другими акулами хрящевой каркас этих плавников у глазчатых кошачьих акул сокращен и разделён, что делает их более подвижными и позволяет двигаться подобно конечностям. Благодаря такому способу передвижения эти акулы способны даже переползать посуху из одного приливного бассейна в другой. Их «походка» похожа на то, как двигаются четвероногие животные, например, саламандры, и, вероятно, такие движения, необходимые для ходьбы по земле, предшествовали и ускоряли эволюцию первых наземных позвоночных. . 
Глазчатые кошачьи акулы ведут ночной образ жизни. Днём они часто прячутся в расщелинах скал и под кораллами, причём им достаточно, чтобы водой была покрыта лишь голова, тогда как остальное тело остаётся на воздухе. Иногда они с приподнятой головой располагаются на открытом пространстве или на вершине рифа, головой против течения, такая форма ориентации известна как реотаксис, она улучшает дыхание и помогает охотиться. 
Глазчатые кошачьи акулы могут стать добычей крупных рыб, в том числе других акул. Их окраска служит защитной маскировкой, а «эполеты» над грудными плавниками дезориентируют хищников. На глазчатых кошачьих акулах паразитируют личинки равноногих рачков Gnathiidae. Они питаются кровью и закрепляются в области клоаки и птеригоподий, реже внутри рта или на жабрах. Эти паразиты не причиняют сильного дискомфорта и не оказывают негативного влияния на здоровье акул. Кроме того, в скелетной мышечной ткани глазчатых кошачьих акул паразитируют слизистые споровики, в крови — простейшие Haemogregarina hemiscyllii, в жабрах — ракушковые Sheina orri, а в животе — нематода Proleptus australis.

## Адаптация к условиям окружающей среды
Ночью вода с отливом отступает, мелкие бассейны, образованные рифами, в которых обитают глазчатые кошачьи акулы, могут оказаться изолированными от океана. Количество растворённого в воде кислорода в таких бассейнах в зависимости от количества обитателей может упасть на 80%. Глазчатые кошачьи акулы приспособились к таким условиям, они могут выжить свыше 3 часов при 5 % уровне атмосферного кислорода без потери поведенческих реакций. В лабораторных условиях глазчатые акулы в течение часа выживали вообще без кислорода при температуре 30°C, что нехарактерно для большинства животных, толерантных к пониженному содержанию кислорода, но при низкой температуре. 
Сохранение физиологических реакций при низкой концентрации кислорода у глазчатых кошачьих акул обусловлено нуклеозидом аденозином. В условиях гипоксии частота сердцебиения и дыхания резко падает. Кровяное давление понижается почти в 2 раза, сосуды расширяются, обеспечивая мозг и сердце кровью. При этом, в отличие от костистых рыб и четвероногих, у них сохраняется скорость кроветока и не повышается уровень глюкозы в крови. В противоположность костистым рыбам мозг акул потребляет на 1/3 больше АТФ. Глазчатые кошачьи акулы понижают свои энергетические потребности, сокращая обмен веществ в определённых зонах головного мозга, т.е. сохраняя функциональные сенсорные центры и отключая моторные. Это позволяет им сохранить достаточно АТФ, чтобы предотвратить гибель нейронов, сохраняя реакции на изменения окружающей среды.

## Рацион
Глазчатые кошачьи акулы являются приспосабливающимся хищниками, охотящимися на различных донных ракообразных, червей и костистых рыб. У острова Херн свыше 90 % их рациона составляют полихеты и крабы, причём молодые акулы поедают в основном первых, а взрослые — вторых. Наиболее активно акулы охотятся на закате и в сумерках, хотя процесс кормления не прекращается и в дневное время. Глазчатые кошачьи акулы обнаруживают жертву в основном полагаясь на обоняние и электрорецепцию. Они способны засасывать добычу, растягивая мускулы ротовой полости. В поисках еды акулы могут переворачивать обломки кораллов или зарываться рылом в песок, выталкивая песок через жаберные щели. В отличие от большинства акул глазчатые кошачьи акулы могут пережёвывать пищу в течение 5—10 минут. Их зубы способны опускаться, образуя плоскую поверхность, перемалывающую твёрдые раковины и панцири.

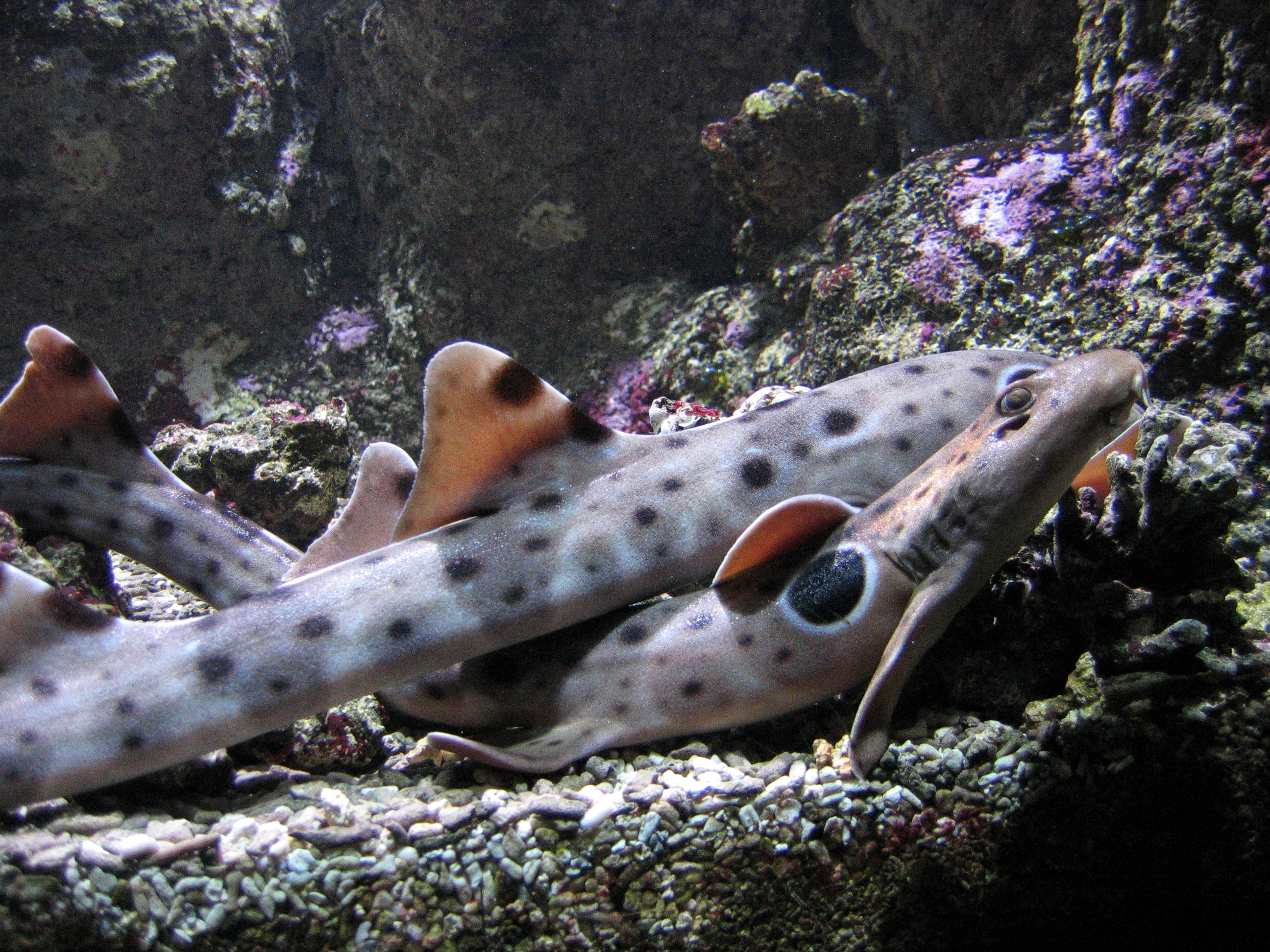

## Размножение и жизненный цикл
Спаривание у глазчатых кошачьих акул происходит с июля по декабрь, тогда как они способны размножаться круглый год. Спаривание может быть инициировано самкой, которая преследует и кусает самца. Затем самец хватает самку зубами за грудной плавник и укладывается рядом с ней, вводя один из птеригоподиев в её клоаку. Совокупление длится примерно 1,5 минуты. Самки откладывают яйца, заключённые в жёсткую оболочку, с августа по декабрь, по 2 за одну кладку. Кладка повторяется каждые 14 дней. За год одна самка откладывает 20—50 яиц. Яичная капсула имеет в длину 10 см, а в ширину 4 см. Новорожденные длиной 14—16 см вылупляются из яиц спустя 120—130 дней. Поначалу скорость их роста невелика, но спустя 3 месяца увеличивается до 5 см в год. Самцы и самки достигают половой зрелости при длине 54—64 см, что соответствует возрасту около 7 лет.

## Взаимодействие с человеком
Глазчатые кошачьи акулы не представляют опасности для человека, хотя при поимке они могут прикусить обидчика. Поскольку они медленно двигаются и не боятся людей, их часто ловят руками посетители пляжей, нанося акулам травмы. Вид легко уживается в неволе, этих рыб можно увидеть во многих публичных аквариумах США, Канады и Австралии. Они способны размножаться в аквариуме объемом 510 л, полностью вырастают в ёмкости объемом 610 л и более. Их нельзя содержать совместно с другими небольшими рыбами, поскольку они могут их съесть. 
В качестве прилова глазчатые кошачьи акулы иногда попадаются при коммерческом и любительском рыбном промысле. Многие места обитания этих акул в водах Австралии расположены на территории заповедников. У берегов Новой Гвинеи виду присвоен статус сохранности «Близкий к уязвимому» из-за ухудшения условий среды обитания, деструктивных приёмов рыболовства и активного кустарного рыбного промысла. В целом Международный союз охраны природы присвоил этому виду статус сохранности «Вызывающий наименьшие опасения».